# Ходосы (озеро)
Хо́досы (бел. Хо́дасы) — озеро в Мядельском районе Минской области Белоруссии. Относится к бассейну реки Мяделка. Входит в группу Мядельских озёр.

## Описание
Озеро Ходосы находится в 11 км к северо-западу от города Мядель и в 0,5 км к северо-западу от деревни Россохи.
Площадь поверхности озера составляет 0,105 км². Длина — 0,7 км, наибольшая ширина — 0,25 км, средняя — 0,14 км. Длина береговой линии — 1,65 км. Наибольшая глубина озера — 9,3 м. Объём воды составляет 0,36 млн м³, площадь водосбора — 0,9 км².
Котловина озера лощинного типа, вытянутая в направлении с севера на юг. Высота склонов котловины составляет 7-10 м, а в северной и южной части доходит до 15 м. Склоны поросшие кустарником, в верхней части распаханные. Берега — частично сливающиеся со склонами котловины, частично низкие, заболоченные. Мелководье узкое, песчаное. На глубине дно сапропелистое. Наибольшие глубины отмечаются в северо-западной части озера.
Вода гидрокарбонатного класса кальциевой группы. Минерализация достигает 296 мг/л.
Озеро Ходосы соединяется протокой с озером Россохи. Также из озера вытекает ручей, впадающий в реку Мяделка.
Водоём зарастает вдоль берегов. Прибрежная растительность образует полосу шириной до 20 м.
В озере обитают окунь, плотва, лещ, щука, линь и другие виды рыб.